# Hispasat 1D
Hispasat 1D est un satellite de télécommunications appartenant à l'opérateur Hispasat. Situé à 30° Ouest, il doit fournir pendant une quinzaine d'années des services de télécommunications sur l'Espagne et les Amérique. Sa mission principale était d'assurer le remplacement des satellites Hispasat 1A et 1B.

## Description
Construit par Alcatel Space sur une plateforme Spacebus 3000B2, il est équipé de 28 transpondeurs en bande Ku. De 16 à 23 répéteurs peuvent être connectés sur le faisceau centré sur l'Espagne et couvrant l'Europe, et de 5 à 12 transpondeurs peuvent être connectés sur le faisceau couvrant les Amérique.
Il a été lancé par une fusée Atlas IIAS (vol 138) depuis le Centre spatial Kennedy.
Il est principalement utilisé pour diffuser les bouquets numériques espagnol Digital+ et portugais TV Cabo.